# What Do I Have to Do
Singles de Kylie Minogue
Step Back in Time
(1990) Shocked
(1991)
Clip vidéo
[vidéo] « What Do I Have to Do », sur YouTube
What Do I Have to Do est une chanson de l'actrice et chanteuse australienne Kylie Minogue incluse dans son troisième album studio, intitulé Rhythm of Love et sorti au Royaume-Uni le 12 novembre 1990.
Le 21 janvier 1991, dix semaines après la sortie de l'album, la chanson a été publiée en single. C'était le troisième single tiré de cet album (après Better the Devil You Know paru en avril et Step Back in Time paru en octobre).
Le single a atteint la 6e place du hit-parade britannique.

## Composition
La chanson est écrite et produite par Mike Stock, Matt Aitken et Pete Waterman.